# ۲۰ آبان
۲۰ آبان دویست و سی و ششمین روز سال در گاه‌شماری خورشیدی است. به پایان سال ۱۲۹ روز (۱۳۰ روز در سال کبیسه) باقی‌است.

## رویدادها
- ۱۳۳۶ - اعلام کردن بحرین به‌عنوان استان ۱۴ ایران توسط هیئت وزیران دودمان پهلوی[۱]
- ۱۳۵۶ - رقابت ۲۰ آبان ۱۳۵۶ تیم ملی فوتبال ایران با تیم ملی فوتبال کره جنوبی در مرحله مقدماتی جام جهانی فوتبال ۱۹۷۸ (آسیا و اقیانوسیه)
- ۱۳۹۰ - رقابت ۲۰ آبان ۱۳۹۰ تیم ملی فوتبال ایران با تیم ملی فوتبال بحرین در مرحله مقدماتی جام جهانی فوتبال ۲۰۱۴ (آسیا)
- ۱۳۹۴ - تظاهرات بزرگ هزاره‌ها موسوم به «جنبش تبسم» در کابل علیه حکومت افغانستان به ریاست اشرف‌غنی در اعتراض علیه تبعیض و کوتاهی در امنیت مردم هزاره برگزار شد. این اعتراضات پس از سربریده شدن یک خانواده هزاره در زابل از سوی داعش صورت گرفت.
- ۱۳۹۶ - حادثه ۲۰ آبان ۱۳۹۶ فروند سوخو-۱۷
- ۱۴۰۰ - رقابت ۲۰ آبان ۱۴۰۰ تیم ملی فوتبال ایران با تیم ملی فوتبال لبنان در مرحله مقدماتی جام جهانی فوتبال ۲۰۲۲ (آسیا)

## زادروزها
- ۱۳۰۸ - سیروس غنی، حقوقدان و پژوهشگر تاریخ
- ۱۳۰۹ - لعبت والا، شاعر و ترانه‌سرا و روزنامه‌نگار معاصر
- ۱۳۲۱ - علی باباچاهی، شاعر، نویسنده و پژوهشگر
- ۱۳۴۶ - دنیا فنی زاده، عروسک گردان کلاه قرمزی
- ۱۳۵۴ - علی جوانمردی، روزنامه‌نگار و کنشگر سیاسی
- ۱۳۶۶ - مهدی نصیری، بازیکن فوتبال
- ۱۳۶۸ - مژده لواسانی، مجری تلویزیون، نویسنده و بازیگر
- ۱۳۷۴ - علی علیپور، بازیکن فوتبال
- ۱۳۵۹ - روزبه باقرزاده چهره،  دوچرخه سوار
- ۱۳۶۴ - سوری ، اندیشمند و هنرمند معاصر

## درگذشتگان
- ۱۳۸۸ - احسان فتاحیان، فعال سیاسی
- ۱۳۸۹ - اسماعیل ریاحی، کارگردان
- ۱۳۹۲ - هوشنگ کاوه، تهیه‌کننده فیلم
- ۱۳۹۲ - سعید رجائی خراسانی، سفیر و نماینده دائم ایران در سازمان ملل متحد در زمان ریاست جمهوری سید علی خامنه ای
- ۱۳۹۹ - محمود یاوری، بازیکن فوتبال و سرمربی فوتبال
- ۱۴۰۱ - یلدا آقا فضلی، از بازداشت‌شدگان خیزش ۱۴۰۱ ایران